# 欽泰什蒂鄉
45°4′N 26°52′E / 45.067°N 26.867°E
欽泰什蒂鄉（羅馬尼亞語：Comuna Țintești, Buzău），是羅馬尼亞的鄉份，位於該國東南部，由布澤烏縣負責管轄，面積72平方公里，海拔高度74米，2007年人口4,553，人口密度每平方公里63人。